# 钏路支厅
釧路支廳，為過去位於日本北海道道東地方的支廳。支廳辦公室設於釧路市，已於2010年隨著北海道廢除支廳被改組為釧路綜合振興局。

## 地理
- 位於北海道東部，東臨太平洋，北部為山岳地帶，南部為釧路濕原
- 氣候：夏季多霧；冬季降雪，晴天較多。
- 山：雌阿寒岳、硫磺山、摩周岳
- 河川：釧路川、阿寒川、庶路川
- 湖沼：阿寒湖、摩周湖、屈斜路湖、塘路湖、シラルトロ湖、春採湖、厚岸湖

## 歴史
- 1897年11月：設置釧路支廳，下轄原釧路國白糠郡、釧路郡、厚岸郡、阿寒郡、足寄郡。[1]
- 1922年8月：改稱為釧路國支廳。
- 1948年10月20日：足寄郡足寄村（現在的足寄町）、陸別村（現在的陸別町）改隸屬十勝支廳管轄。
- 1957年4月1日：改稱為釧路支廳。
- 2010年4月1日：北海道廢除支廳，改設為釧路綜合振興局。

## 產業
以釧路市為中心，有數個北海道規模較大的港口，作為東北海道的國際物流據點，並開設有定期國際航線（釧路～釜山）。港口裡的臨港工業園區包括造紙紙漿業（日本造紙、王子製紙）、機械製造業、飼料肥料聯合企業，與苫小牧、室蘭同為北海道主要的工業集散地。
釧路市是道東地區的中心城市，也設有許多國家的分支機構、金融機關，同時也是國際會議旅遊城市，有許多場地及旅社可舉辦國際型會議，是北海道東部的主要工商業城市。
白糠町被指定為次世代能源特區，成為開發新能源的據點。
因為土壤含有火山灰及泥炭，使得農作難以生長，因此主要產業為奶酪畜牧業，乳製品的品質較日本其他地區高，也成為喜見達（Häagen-Dazs）的原料來源。
沿岸地區漁業盛行，釧路市的除釧路漁港的漁獲量為日本前幾名，厚岸町、釧路町以牡蠣有名，濱中町則是以海帶著名。
主要觀光景點包括阿寒國立公園、釧路濕原國立公園、厚岸道立自然公園，藉由東北海道的主要機場釧路機場，每年約有1000萬名遊客來到此地。目前摩周湖正致力於登錄世界自然遺產，厚岸道立自然公園以致力於半耕維國定公園。
弟子屈町有較多來自本州的移民。

## 行政區域

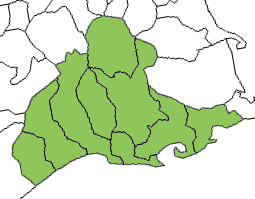
釧路支廳行政區劃

- 市部：釧路市
- 釧路郡：釧路町
- 厚岸郡：厚岸町、濱中町
- 川上郡：標茶町、弟子屈町
- 阿寒郡：鶴居村
- 白糠郡：白糠町

## 旅遊

### 景點
- 阿寒國立公園
- 釧路濕原國立公園
- 厚岸道立自然公園（計畫轉為國定公園）
- 摩周湖（計畫登錄為世界自然遺產）

### 名產
- 厚岸町、釧路町的牡蠣。
- 濱中町的昆布。

## 交通

### 機場
- 釧路機場（釧路市）

### 鐵道
- 北海道旅客鐵道（JR北海道釧路支社）
  - 根室本線、釧網本線
- 太平洋石炭販賣輸送（日本唯一的煤炭鐵道）

### 港口
- 釧路港（東北海道的國際物流據點，國際定期航線（釧路～釜山））